# Not the Nine O'Clock News
Not the Nine O'Clock News va ser una comèdia d'esquetx per a televisió britànica que es va emetre a la BBC2 del 1979 al 1982. Originalment mostrada com una alternativa còmica a les Nine O'Clock News de la BBC1, presentava esbossos satírics sobre notícies d'actualitat i cultura popular, així com cançons de paròdia, esquetxs còmics, vídeos reeditats i preses falses de televisió. El programa va comptar amb Rowan Atkinson, Pamela Stephenson, Mel Smith, i Griff Rhys Jones, així com amb Chris Langham a la primera temporada.

## Format
El format era una sortida deliberada de la metacomèdia de Corrent de consciència Monty Python's Flying Circus, tornant a un format d'esquetx més convencional. Els esquetxs eren majoritàriament autònoms, duraven d'uns pocs segons a uns minuts i sovint tenien un grau de naturalisme en la realització. La sèrie va llançar les carreres d'algunsos actors i escriptors d'alt perfil, i també va portar a altres sèries còmiques com L'escurçó negre, Mr. Bean, i Alas Smith and Jones.
La sèrie es va beneficiar de tècniques d'edició i gravació de vídeos. El ritme es va veure millorat a l'hora de saltar entre els clips de biblioteca, generalment de polítics, reialesa o celebritats. L'aleshores primera ministra Margaret Thatcher es va queixar quan, mitjançant la capacitat d'edició d'imatges, el programa implicava que havia estavellat un cotxe. Els efectes utilitzats en vídeos pop, proporcionats per Quantel Paintbox, eren sovint un element més destacat dels números musicals.

## Història

### Antecedents
Not the Nine O'Clock News va ser produït per John Lloyd. Lloyd va llançar la idea als caps de BBC Comedy i Light Entertainment i va rebre una temporada de sis programes amb la condició que col·laborés amb Sean Hardie, que havia treballat en temes d'actualitat a la BBC.
Inicialment, Lloyd i Hardie es plantejaven ver una paròdia dels programes d'actualitat à la The Frost Report amb Rowan Atkinson que retratava un amfitrió passat de moda que ataca les tendències liberals i/o modernes. El programa s'havia de denominarSacred Cows, però el programa de notícies va ser escollit per la seva major quantitat de fonts. El nom del programa va derivar de la seva programació, ja que es va publicar originalment a la BBC2 al mateix temps que el Nine O'Clock News a la BBC1.

### Primera temporada avortada
A més d'Atkinson, el repartiment original comptava amb Christopher Godwin, John Gorman, Chris Langham, Willoughby Goddard, i Jonathan Hyde, i el primer episodi d'una sèrie de programes previstos va ser programat pel 2 d'abril de 1979. L'episodi també comptava amb Chris Emmett (representant Denis Healey), Robert Llewelyn (representant Bob Hope) i Hertz Rental (narrant les eleccions generals a Groenlàndia). Com que el programa es va planificar inicialment a l'horari de Fawlty Towers', John Cleese havia d'introduir el primer episodi en un esquetx referit a una vaga de tècnics en curs que impedia la producció de l'espectacle, explicant (caracteritzat com a Basil Fawlty) que no hi havia cap programa aquella setmana, de manera que es publicaria un "tatty revue". Tanmateix van intervenir les eleccions al Parlament del Regne Unit de 1979 i el programa va ser considerat massa polític, i fou substituït per repeticions de la sitcom estatunidenca Rhoda.
L'esquetx amb Cleese es va emetre més tard aquell any, quan l'episodi final de Fawlty Towers va sortir durant l'emissió de la primera temporada de Not the Nine O'Clock News, tot i que es va perdre la significació de l'esquetx. Aquest enllaç s'inclou a la caixa del DVD de la regió 2 de Fawlty Towers. Manuel, el cambrer de Basil, també apareix al final de l'episodi no emès, tractant de fer broma sobre les lents de contacte de l'aiatol·là. Altres esbossos del primer episodi no emès també foren refets i inclosos en altres episodis durant tota la sèrie. Les impressions de Healey i Hope es van aconseguir mitjançant l'ús de titelles "cap parlant", que a mitjans dels anys 80 es convertirien en un element bàsic de Spitting Image, produïda per Lloyd en les primeres temporades.

### En producció
Lloyd i Hardie van decidir reformular el programa, mantenint Langham i Atkinson. Volien portar una dona. Victoria Wood va rebutjar el programa. Lloyd va trobar Pamela Stephenson a una festa ella va acceptar unir-se. A Atkinson, Langham i Stephenson sel's van sumar Mel Smith, que tenia previst treballar al pilot, però va declinar després de llegir el guió (havia atitllat l'episodi acabat com "la pitjor mitja hora de la televisió" que mai havia vist). La primera temporada va ser criticada per ser "una mala combinació de plantilla, i una lleugera porció d'esquetxs" i les ressenyes dels diaris la van referir com a "extremadament ofensiva" i que "no s'hauria de permetre a la televisió", les valoracions també eren tímides: el primer episodi va tenir menys d'un milió d'espectadors. Tanmateix, segons el controlador de la cadena, li va agradar molt el programa, així que es va encarregar una segona temporada de set episodis.
En la segona temporada Langham va ser substituït per Griff Rhys-Jones, que ja havia aparegut en papers menors, a banda d'haver dirigit el programa de ràdio The Atkinson People. La segona temporada va guanyar la Rosa de Bronze al Festival de Montreux en 1980 i un premi BAFTA al millor programa d'entreteniment lleuger el 1982. Les temporades posteriors del programa va obtenir millors valoracions.
Not the Nine O'Clock News es va convertir en un espectacle escènic a Oxford i Londres el 1982, però els principals intèrprets van decidir acabar el projecte mentre era un èxit: Stephenson va començar una carrera de cinema a Hollywood, Atkinson va gravar la primera temporada de L'escurçó negre en 1983, i Smith i Jones esdevingueren un duet a Alas Smith and Jones. Una adaptació estatunidenca, Not Necessarily the News es va emetre durant set anys, de 1983 a 1990 al canal de televisió per cable Home Box Office.

### Contingut
La sàtira va ser un tema clau en la sèrie. Un element de notícies falses, per exemple, podria incloure un anunci rutinari que la NASA havia anunciat una vegada més un retard en el llançament del seu transbordador espacial a causa de dificultats tècniques, ja que la pantalla mostrava la llançadora al seu coixinet de llançament amb oxigen sortint dels dipòsits, sobreposat amb el so d'un motor del cotxe engegant però que no arrencanva. En un gràfic inicial es mostrava la mateixa pantalla blava i el rellotge analògic blanc que marcava fins a les 21:00 com precedia a l'original Nine O'Clock News, seguit d'un anunci de l'hora en veu similar i, en paròdia, de l'anunci que això era "definitivament" "no" the Nine O'Clock News." Els esquetxs podrien incloure coses com un grup d'americans rurals en una barbacoa cantant alguns minuts coses inversemblantment còmiques com "Estic disposat a creure que Nixon no era un delinqüent; estic disposat a creure que Love Story és un llibre llegible..." i finalment conclou, "Crec que el diable està preparat per penedir-se; però no puc creure que Ronald Reagan sigui president".

### Llegat
El programa té l'acreditació de comèdia alternativa a la televisió britànica: Lloyd va comentar una vegada que volia fer una comèdia "moderna, de classe treballadora", en contraposició a altres espectacles de l'època, com ara The Two Ronnies. Això també va ocórrer en un moment en què la revista National Lampoon, The Second City" i Saturday Night Live es van convertir en aparadors de comèdia alternativa als Estats Units.
En 2005 Rowan Atkinson, Mel Smith, Pamela Stephenson, Chris Langham, i John Lloyd es reuniren per parlar del programa amb Sue MacGregor. Es va tocar la sortida de Langham, de la que Lloyd semblava assumir la culpa, tot i que Atkinson havia reclamat què Langham es mantingués al repartiment (en realitat Langham es va negar a parlar amb els seus antics companys durant alguns anys després de ser acomiadat fins a aparèixer com a habitual de Smith & Jones a la dècada de 1990). The Reunion es va emetre a Radio 4 el 31 de juliol de 2005.
Un documental amb el repartiment que recorda la realització del programa es va mostrar a la BBC Two el 28 de desembre de 2009, abans que s'emitís un dels programes recopilatoris de 1995 (malgrat que es va facturar un "episodi complet" en els llistats de televisió). El documental es va repetir el 3 d'agost de 2013, poc més de dues setmanes després de la mort de Mel Smith.

## Equip
Els principals guionistes foren Colin Bostock-Smith, Andy Hamilton, Peter Brewis, Richard Curtis, i Clive Anderson. Tanmateix, els productors van acceptar guions per a esquetxs d'una àmplia gamma d'escriptors i van assegurar que el programa es mantingués d'actualitat gravant esquetxs només uns dies abans de la seva emissió. Howard Goodall (posteriorment compositor dels temes de Red Dwarf, L'escurçó negre, i The Vicar of Dibley) era el director musical. Bill Wilson va dirigir les tres primeres temporades, i Geoff Posner la quarta.

## Episodis
Es van produir un total de 27 episodis de 25-30 minuts de durada en quatre temporades.

### Temporada 1 (1979)
Episodi pilot no emès
1. Episodi 1 - 16 d'octubre de 1979
2. Episodi 2 - 23 d'octubre de 1979
3. Episodi 3 - 30 d'octubre de 1979
4. Episodi 4 - 6 de novembre de 1979
5. Episodi 5 - 13 de novembre de 1979
6. Episodi 6 - 20 de novembre de 1979

### Temporada 2 (1980)
1. Episodi 1 - 31 de març de 1980
2. Episodi 2 - 7 d'abril de 1980
3. Episodi 3 - 14 d'abril de 1980
4. Episodi 4 - 21 d'abril de 1980
5. Episodi 5 - 28 d'abril de 1980
6. Episodi 6 – 5 de maig de 1980
7. Episodi 7 – 12 de maig de 1980

### Temporada 3 (1980)
1. Episodi 1 - 27 d'octubre de 1980
2. Episodi 2 - 3 de novembre de 1980
3. Episodi 3 - 10 de novembre de 1980
4. Episodi 4 - 17 de novembre de 1980
5. Episodi 5 - 24 de novembre de 1980
6. Episodi 6 - 1 de desembre de 1980
7. Episodi 7 - 8 de desembre de 1980
8. Episodi 8 - 15 de desembre de 1980

### Temporada 4 (1982)
1. Episodi 1 - 1 de febrer de 1982
2. Episodi 2 - 8 de febrer de 1982
3. Episodi 3 - 15 de febrer de 1982
4. Episodi 4 – 22 de febrer de 1982
5. Episodi 5 - 1 de març de 1982
6. Episodi 6 - 8 de març de 1982